# Nicolò Solimani
Nicolò Solimani, detto anche Niccolò da Verona (Verona, 1420-1425 – XV secolo), è stato un pittore italiano del Rinascimento, che prestò la sua opera per i Gonzaga di Mantova verso la fine del XV secolo.

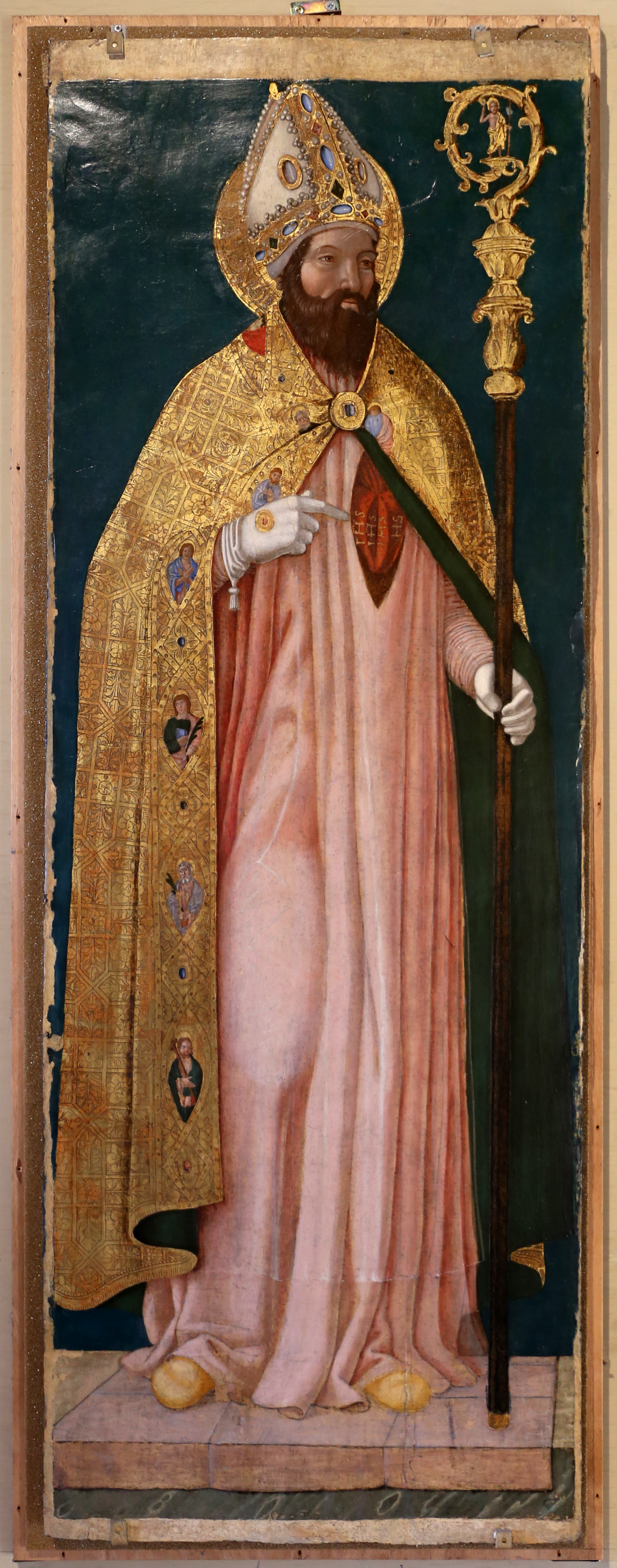
Sant'Ignazio, Mantova, palazzo Ducale

Risulta essere stato lo zio del pittore Liberale da Verona.

## Opere
- Madonna Incoronata col Bambino fra San Benedetto e San Giovanni Battista che Presentano i Due Committenti, affresco, 1463, Chiesa di Ognissanti, Mantova.
- Madonna col Bambino e angeli, tempera su tavola, 1463, Palazzo d'Arco, Mantova.
- Madonna e angeli, tempera su tavola, 1475, chiesa di Santa Maria degli Angeli[2], Mantova, località Castelnuovo-Angeli.[3]